# ليزا ساري
ليزا ساري (بالإنجليزية: Lisa Sari)‏ (18 أكتوبر 1984 بلونغفيو في الولايات المتحدة - ) هي لاعبة كرة قدم أمريكية في مركز الوسط. لعبت مع Sound FC (women) ‏ وLos Angeles Sol ‏.

## وصلات خارجية
- ليزا ساري على موقع Soccerway.com (الإنجليزية)